# Сероштан, Андрей Александрович
Андрей Александрович Сероштан (род. 15 ноября 1967) — советский и российский футболист. Тренер. Мастер спорта СССР.

## Биография
Воспитанник ДЮСШ «Металлург» Новокузнецк. Всю профессиональную карьеру провёл в этой команде. В 1982, 1984—1998 годах во второй (1982, 1984—1989, 1994—1998), второй низшей (1990—1991) и первой (1992—1993) лигах сыграл 376 матчей, забил 69 голов. В первенстве КФК играл за «Шахтёр» Прокопьевск (1999—2000), «Металлург-Запсиб-2» (2001).
В 2006 году прокопьевский «Шахтёр» под руководством Сероштана занял 12 место из 13 в зоне «Восток» второго дивизиона. В 2007—2008 годах Сероштан был директором клуба «Металлург-Кузбасс». Был уволен за неудовлетворительные результаты и потерю места в первом дивизионе.
Был директором ДЮСШ «Металлург-Запсиб».